# Mengíbar
Mengíbar is een gemeente in de Spaanse provincie Jaén in de regio Andalusië met een oppervlakte van 62 km². Mengíbar telt 9.921 inwoners (1 januari 2016).
Te Mengíbar mondt de Guadalbullón uit in de Guadalquivir. 
In de gemeente is veel olijventeelt, voor de productie van olijfolie.
In het stadje staat de in 1982 gerestaureerde, monumentale, ruim 25 meter hoge Torre de Mengíbar, een restant van een kasteel van onbekende ouderdom.

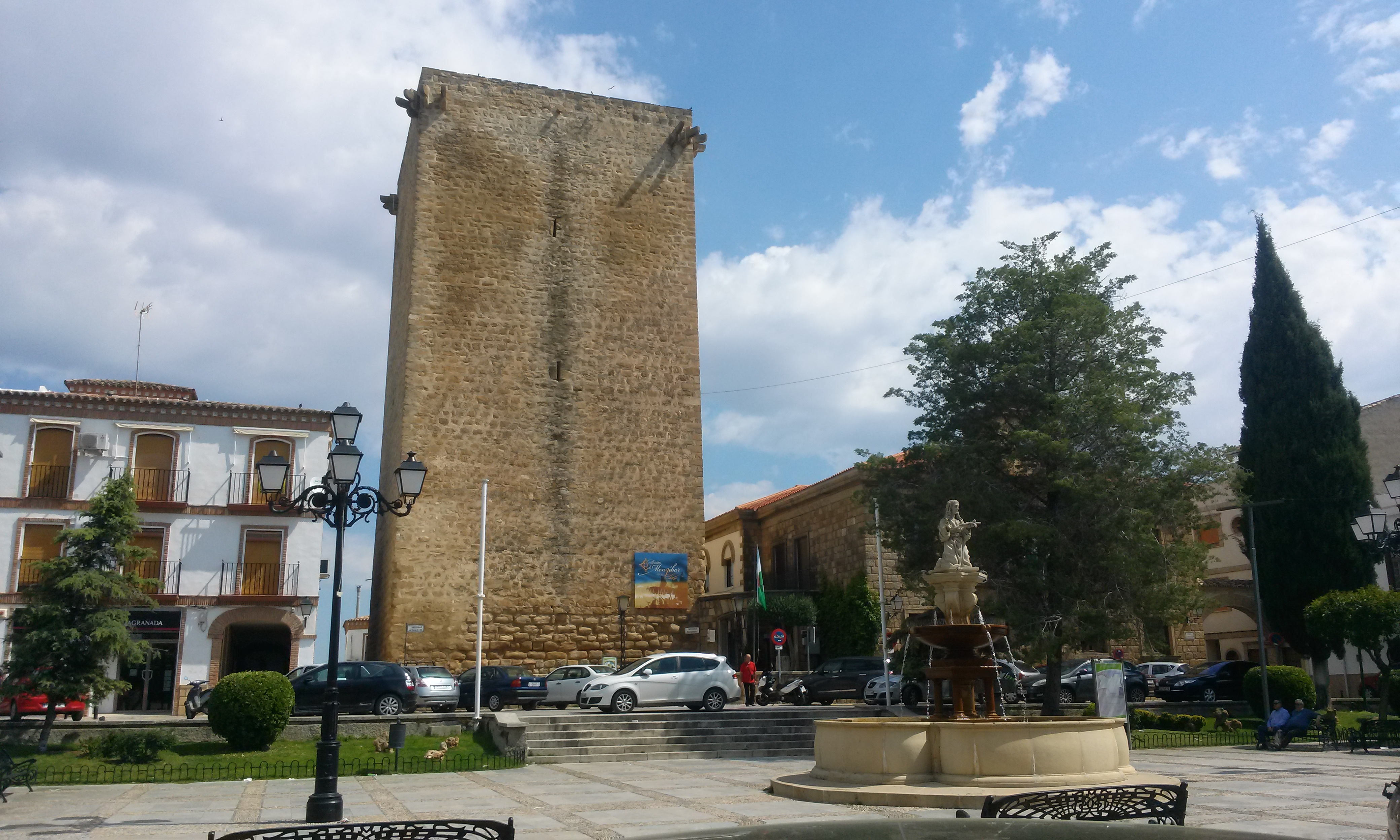
Torre de Mengíbar

## Demografische ontwikkeling
Bron: INE; 1857-2011: volkstellingen